# Falso in bilancio
Il falso in bilancio, nel diritto societario, è la compilazione di false comunicazioni sociali ovvero un rendiconto non veritiero e corretto dei fatti accaduti e degli indicatori di rilievo che dovrebbero essere espressi nel bilancio d'esercizio di un'impresa.
Atteso che il bilancio di un'azienda è un documento che appositamente si redige perché i soci e i terzi possano reperirvi quelle informazioni sulla base delle quali assumere delle decisioni (in genere commerciali, comunque d'ordine economico) riguardanti l'azienda medesima, e considerato che il bilancio non si rivolge solo al capitale investitore, ma anche alle classi lavoratrici e alla collettività, la retta compilazione è considerata obbligatoria e inderogabile presso la quasi totalità degli ordinamenti del mondo in quanto garanzia di tutela della fede pubblica che al bilancio deve concedersi.
La scorretta compilazione, necessariamente implicante la falsità di rappresentazione della situazione aziendale, è pertanto in genere considerata una frode e diffusamente gestita come reato in quasi tutti gli ordinamenti. Non di rado si tratta di un reato specificamente riferito a quel tipo di documento, talora è invece riguardato come forma del falso ideologico o alla falsità in atti genericamente intesa a seconda della qualificazione di "atto" che possa attribuirsi alla scritturazione contabile. In genere è contemplato almeno indirettamente nelle normazioni sul diritto societario.

## Caratteristiche generali
Il bilancio di un'azienda è in genere composto di dati cosiddetti "oggettivi", riferibili cioè a valori numerici pressoché assoluti desumibili dalla fattualità, e da dati detti "di stima".
Questi ultimi riguardano i valori che è in pratica l'azienda stessa ad attribuire a quelle voci di bilancio che devono essere aggiornate annualmente secondo le intervenute variazioni dei rispettivi mercati di interesse. Ad esempio fra le immobilizzazioni, è chiaro che il valore di un bene immobile da iscrivere dipende da una stima la cui rispondenza alla reale situazione di mercato, per il momento di riferimento, sta tutta alla corretta valutazione del perito, divenendo quindi un dato di fonte "soggettiva" pur nella condizione professionale dell'estimatore. Deperimenti e avarie, deprezzamenti e svalutazioni dei beni componenti il patrimonio dell'azienda sono elementi la cui definizione in bilancio comporta un intervento di valutazione non oggettiva, almeno in senso stretto. Ne discende che "orientare" l'apprezzamento di questi valori in senso ottimistico o pessimistico è già una manipolazione che attenta al requisito di veridicità del redigendo documento.
Ma anche sui dati oggettivi si effettuano manipolazioni che si innestano su atti e azioni di dettaglio già provvisti di loro autonoma falsità. Frequentemente l'illecito è operato infatti mediante interventi truffaldini, che nel caso in cui si voglia - ad esempio - sottorappresentare gli utili reali dell'impresa, ne sminuiscono gli utili con occultamento di ricavi (con l'omessa o fraudolenta emissione di ricevuta fiscale - o con altri mezzi) e accusando costi non davvero sostenuti (tipicamente mediante la falsa fatturazione da parte di terzi). E analogamente nel caso contrario in cui si intenda sovrarappresentare l'azienda, occultando stavolta i costi e magnificando i ricavi.
Si hanno quindi tipi di falso materiale e di falso in valutando. Ci sono poi altre classificazioni che aggiungono alle ipotesi precedenti anche il falso qualitativo e il falso per induzione. Ad esempio per lo Zigiotti il falso qualitativo si esplica in alterazioni non incidenti sul risultato economico o sull'entità complessiva del capitale, ma solo sulla rappresentazione che ne viene fornita; e - per lo stesso autore - si ha falso per induzione quando un bilancio altrimenti regolare viene reso non più veritiero dall'inclusione di dati mendaci provenienti da bilanci di altre società, caso che si verifica ad esempio nei gruppi.
Vi sono infatti una serie di pratiche che si verificano nei gruppi societari, mediante le quali già il semplice spostamento di determinate partite da una società all'altra del medesimo gruppo, altera la veridicità dei singoli rispettivi bilanci, ad esempio creando artificiosi conti di credito e debito fra una società e l'altra, facendovi così entrare in campo fantasiosi interessi e intenzionali more e penali. E anche il bilancio di una capogruppo non può non risentire del riverberarsi in esso delle irregolarità eventualmente insite nei rispettivi bilanci delle controllate.

## Conseguenze
Con la falsa rappresentazione dei dati contabili si persegue in genere l'interesse di intervenire artatamente sulla reputazione commerciale dell'azienda, influendo quindi sul credito che potrebbe ottenere presso i finanziatori. Non solo l'ammontare del credito attribuibile, ma anche le garanzie eventualmente da richiedere per la sua erogazione possono essere pesantemente influenzate dalla rappresentazione dell'azienda risultante da dati contraffatti o comunque mendaci; ciò non riguarda solo le banche e gli istituti di credito in senso stretto (fra cui in particolare le merchant bank), ma anche il semplice fornitore che deve valutare le condizioni di pagamento.
Un altro effetto importante riguarda gli investimenti di terzi, sia nell'allestimento di forme di cooperazione commerciale (ed accordi e alleanze di qualsiasi genere) con un'azienda falsamente rappresentata, sia per quanto attiene al mercato delle quote di proprietà dell'azienda stessa, con particolare riferimento al mercato borsistico.
Il falso in bilancio ha effetti sulla distribuzione dei dividendi, provocando perciò effetti monetari diretti a indebito vantaggio o danno dei soci o degli azionisti.
Inoltre, la falsificazione contabile è stata frequentemente riscontrata come strumento utilizzato per la creazione di liquidità parallela e illecita (dunque "non ufficiale") dell'azienda, i cosiddetti fondi neri funzionalizzati alla commissione di alcuni reati come ad esempio la corruzione o il riciclaggio di denaro sporco, oltre naturalmente all'evasione fiscale e all'indebito arricchimento dei soggetti in grado di appropriarsi delle somme occultate.
Il falso in bilancio è talora uno dei passaggi centrali delle pratiche di creative accounting, con le quali si oltrepassa allegramente la scolastica "sacralità" del documento in favore di più nervosi interessi materiali dell'azienda o di taluno fra i soggetti che vi operano.
Il falso in bilancio implica infine la responsabilità dei soggetti chiamati a controllare proprio la veridicità del documento; i revisori contabili, in particolare, possono non cassare un bilancio contraffatto solo nei casi di cattiva qualità dei controlli disposti ovvero di complicità o favoreggiamento degli amministratori che lo hanno redatto.

## Rilievo nel diritto penale
In alcuni ordinamenti si sanziona la frode contabile già come reato di pericolo, punibile anche quando non cagioni danno patrimoniale, per l'elevato rischio che questa condotta potrebbe ingannare i soggetti economici interessati a interagire con l'azienda truffaldinamente rappresentata. Quando invece l'inganno si compie e produce malevolo effetto, si ha tipico reato di danno.
Il pericolo insito nell'azione della falsificazione non è in genere, quindi, traguardato come tentativo di cui il danno evidenzi una consumazione, non individuandosi nella mera alterazione dei dati un contenuto sufficientemente capace di produrre l'ingiusto profitto giacché non è individuabile una specifica potenziale vittima in un illecito che si compie erga omnes; spesso però in dottrina si parla di plurioffensività del reato.
In sede dottrinale, in ambiti di diritto latino si suole implicare nella verificazione della fattispecie quattro principali caratteristiche soggettive dell'agente, a seconda degli ordinamenti ritenute necessarie o meno per la configurabilità dell'illecito:
1. naturalmente deve esservi il dolo, comprensivo della coscienza e volontà di alterare il vero;
2. occorre un animus lucrandi, cioè la finalità di conseguire un ingiusto profitto (quale che possa essere);
3. serve un animus decipiendi, ovvero l'intenzione di utilizzare l'artificio della falsificazione per raggirare il lettore del documento contabile;
4. tutto ciò implica che vi sia un animus nocendi, un generico atteggiamento di consapevolezza di cagionare danno.

Relativamente al documento di bilancio in particolare, un principio di consistente condivisione esclude che l'approvazione del bilancio possa avere influenza sulla persistenza dell'ipotesi criminosa e del grado del suo dolo, che resta tal quale indipendentemente dalla "validazione" che potrebbe presumersi nella delibera di approvazione, prestandosi semmai all'addizione - ove applicabile - di eventuali ipotesi di concorso o favoreggiamento da parte dei soggetti chiamati all'approvazione del bilancio stesso, soggetti costitutivamente distinti dall'eventuale autore del reato.

## Nell'ordinamento civile italiano
Nell'ordinamento civile italiano il falso in bilancio è regolato da quattro articoli del codice civile: l'articolo 2621 ("false comunicazioni sociali"), l'articolo 2621-bis ("fatti di lieve entità"), l'articolo 2621-ter ("non punibilità per particolare tenuità del fatto") e l'articolo 2622 ("false comunicazioni sociali nelle società quotate")

### Storia

#### Il testo originario
Nel codice civile italiano il falso in bilancio era inizialmente contemplato solo dall'articolo 2621 del codice civile, che denominava il reato come "false comunicazioni ed illegale ripartizione di utili" e lo sanzionava con la reclusione da 1 a 5 anni e con la multa da 10 000 a 100 000 lire.

#### La riforma del 1986
Il Decreto del Presidente della Repubblica 30/1986 ha ribattezzato il reato " False comunicazioni ed illegale ripartizione di utili o di acconti sui dividenti", e lo ha in parte modificato. Il nuovo reato veniva sanzionato con la reclusione da 1 a 5 anni e la multa da due milioni a venti milioni di lire.

#### La "depenalizzazione" del 2002
Il 26 maggio 2000 il Governo Amato II approvò e trasmise al parlamento un disegno di legge recante delega al governo per la riforma del diritto societario. La delega, che portava la firma del Ministro della Giustizia Piero Fassino, non fu tuttavia approvata entro la fine della XIII legislatura.
Subito dopo il suo insediamento, il Governo Berlusconi II recuperò il disegno di legge delega, che venne pesantemente modificato dal parlamento fino a stravolgerne il contenuto e poi approvato (legge 366/2001).
Tre mesi dopo il Governo Berlusconi varò in attuazione della delega il decreto legislativo 61/2002, che depenalizzò di fatto il reato di falso in bilancio:
Il decreto sdoppiò il reato in due differenti fattispecie, regolate da due differenti articoli del codice civile: 
- Il primo reato (denominato "false comunicazioni sociali") era regolato dall'articolo 2621 del codice civile e riguardava il comune falso in bilancio e lo sanzionava con l'arresto fino ad 1 anno e 6 mesi.
- Il secondo reato (denominato "false comunicazioni sociali in danno della società, dei soci e dei creditori") era regolato dall'articolo 2622 del codice civile e riguardava invece il falso in bilancio che provocava dei danni alla società, ai soci ed ai creditori e lo sanzionava con la reclusione da 6 mesi a 3 anni. Nel caso in cui il reato fosse commesso da società quotate in borsa esso era punito con la reclusione da 1 a 4 anni. Il reato, inoltre erano punibile solo a querela della società, dei soci o dei creditori.

In entrambi i casi il reato non era punibile nei casi in cui:
- le falsità e le omissioni non alteravano in maniera sensibile la rappresentazione della situazione economica, patrimoniale o finanziaria della società o del gruppo al quale essa appartiene;
- le falsità e le omissioni non determinano una variazione del risultato economico di esercizio, al lordo delle imposte, non superiore al 5%;
- le falsità e le omissioni non determinano una variazione del patrimonio netto superiore all'1%
- le falsità e le omissioni sono conseguenza di valutazioni estimative che, singolarmente considerate, differiscono in misura non superiore al 10%

Le modifiche introdotte dal decreto attuativo causarono, di fatto, la depenalizzazione della gran parte dei casi di falso in bilancio.

#### Le lievi modifiche del 2005
La legge 262/2005, approvata durante il Governo Berlusconi III, modificò lievemente il primo tipo di falso in bilancio (quello previsto dall'articolo 2621) aumentando la pena da 1 anno e 6 mesi a 2 anni di arresto e prevedendo per esso delle lievi sanzioni amministrative e l'interdizione dagli uffici da 6 mesi a 3 anni.

#### La riforma del 2015
La legge 69/2015, approvata durante il Governo Renzi, ha riscritto totalmente il reato di falso in bilancio, eliminando la depenalizzazione del 2002 e riportandolo sotto l'ambito del penale.
La legge ha diviso il reato in due fattispecie:
- il primo reato (denominato "false comunicazioni sociali") è regolato dall'articolo 2621 del codice civile e riguarda il falso in bilancio commesso dalle società non quotate in borsa, sanzionandolo con la reclusione da 1 a 5 anni.
- il secondo reato (denominato "false comunicazioni sociali delle società quotate") è regolato dall'articolo 2622 del codice civile e riguarda il falso in bilancio commesso dalle società quotate in borsa, sanzionandolo con la reclusione da 3 a 8 anni.

La legge 69/2015 ha inoltre inserito nel codice civile due nuovi articoli:
- il nuovo articolo 2621-bis riguarda il falso in bilancio delle società non quotate quando esso è di lieve entità. In tal caso la pena è la reclusione da 6 mesi a 3 anni; la medesima pena si applica alle società non soggette alla legge fallimentare. In quest'ultimo caso, il delitto è punibile a querela della società, dei soci o dei creditori.
- il nuovo articolo 2621-ter riguarda invece i casi di particolare tenuità del fatto previsti dall'articolo 131-bis del codice penale e stabilisce che il giudice, per stabilire se la tenuità del fatto sussiste, deve valutare l'entità dell'eventuale danno cagionato alla società, ai soci od ai creditori;

La legge ha eliminato le soglie di non punibilità introdotte dal decreto legislativo 62/2002 e ha abolito per il reato di falso in bilancio la procedibilità a querela, tranne che per le società non soggette alla legge fallimentare.

### Norme vigenti
Il falso in bilancio delle società non quotate in borsa è regolato dall'articolo 2621 del codice civile italiano, il quale recita:
La stessa pena si applica anche se le falsità o le omissioni riguardano beni posseduti o amministrati dalla società per conto di terzi.»
Vi è poi l'articolo 2621-bis del codice civile, che regola i fatti di lieve entità, e che recita:
Salvo che costituiscano più grave reato, si applica la stessa pena di cui al comma precedente quando i fatti di cui all'articolo 2621 riguardano società che non superano i limiti indicati dal secondo comma dell'articolo 1 del regio decreto 16 marzo 1942, n. 267. In tale caso, il delitto è procedibile a querela della società, dei soci, dei creditori o degli altri destinatari della comunicazione sociale.»
Segue poi l'articolo 2621-ter del codice civile, che regola i casi di non punibilità per particolare tenuità del fatto, e che recita:
Infine il falso in bilancio delle società quotate in borsa è regolato dall'articolo 2622 del codice civile italiano, il quale recita:
Alle società indicate nel comma precedente sono equiparate:
1) le società emittenti strumenti finanziari per i quali è stata presentata una richiesta di ammissione alla negoziazione in un mercato regolamentato italiano o di altro Paese dell'Unione europea;
2) le società emittenti strumenti finanziari ammessi alla negoziazione in un sistema multilaterale di negoziazione italiano;
3) le società che controllano società emittenti strumenti finanziari ammessi alla negoziazione in un mercato regolamentato italiano o di altro Paese dell'Unione europea;
4) le società che fanno appello al pubblico risparmio o che comunque lo gestiscono.
Le disposizioni di cui ai commi precedenti si applicano anche se le falsità o le omissioni riguardano beni posseduti o amministrati dalla società per conto di terzi.»